# Evoland 2
Evoland 2 (de son titre complet Evoland 2: A Slight Case of Spacetime Continuum Disorder) est un jeu vidéo d'action-aventure développé et édité par Shiro Games, sorti en 2015 sur Windows et Mac. Une version mobile dédiée aux appareils iOS (iPhone, iPad) et Apple TV est disponible depuis le 28 février 2018, éditée par la société Playdigious.
Il fait suite à Evoland.
Une compilation comprenant les deux épisodes est sorti sur Playstation 4, Nintendo Switch et Xbox One.

## Accueil
- Canard PC : 7/10[1]
- Jeuxvideo.com : 14/20[2]